# Protoconodonta
Protoconodonta — вимерла таксономічна група конодонтів або, можливо, щетинкощелепних. Представники групи описані по зубоподібних рештках, які спочатку ідентифікували як конодонтові елементи конодонтів. У 2010 році P. Y. Parkhaev and Y. Demidenko опублікували дослідження, у якому ці рештки описані як щетинки ротового апарату щетинкощелепних.